# Nudur fractivittarum
Nudur fractivittarum is een beervlinder uit de familie van de spinneruilen (Erebidae). De wetenschappelijke naam van de soort is voor het eerst geldig gepubliceerd in 1914 door Harrison Gray Dyar. Het holotype werd verzameld in Misantla (Mexico) in mei 1912.